# Palacio de Bellas Artes

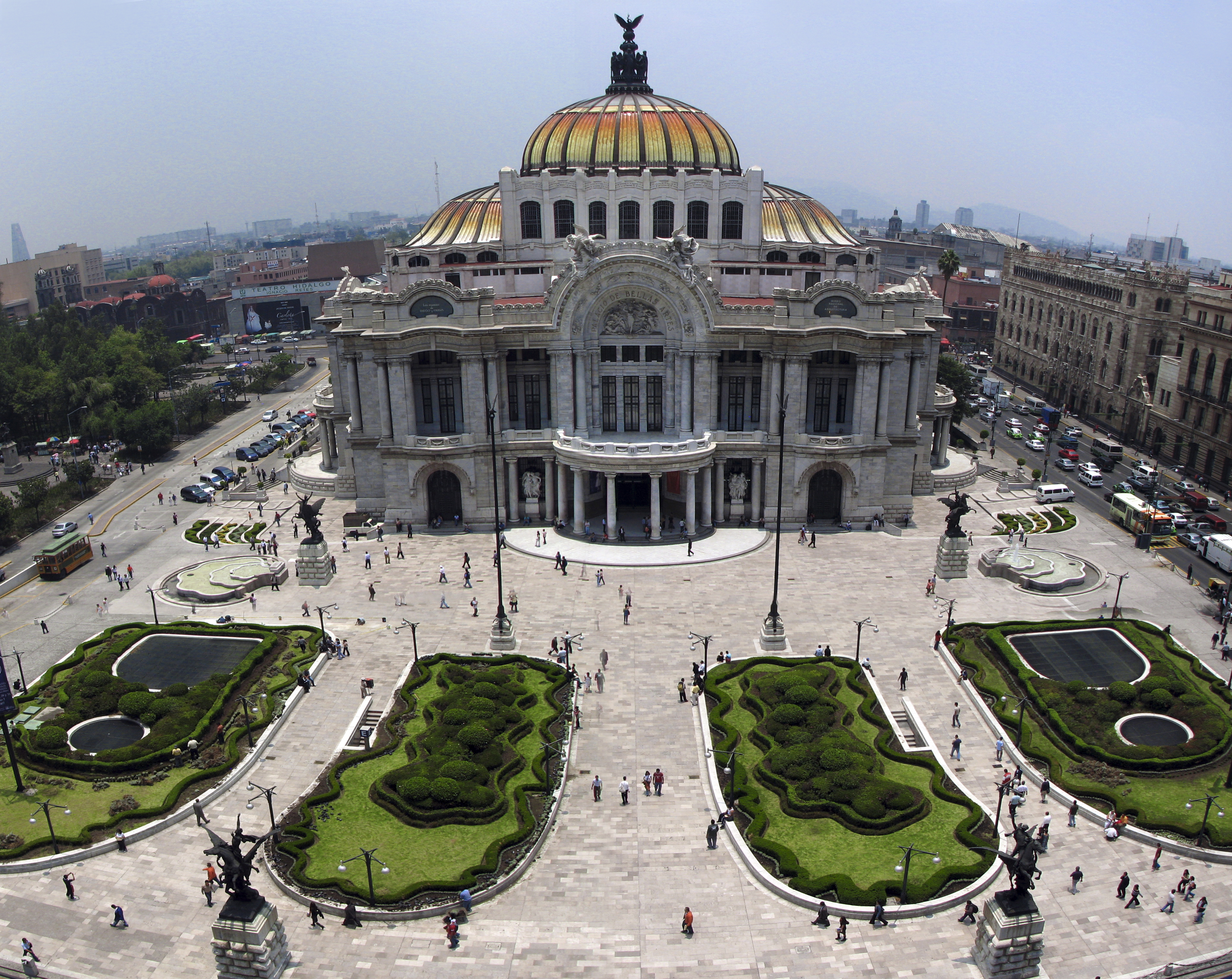
Palacio de Bellas Artes

Der Palacio de Bellas Artes (dt.: Palast der Schönen Künste) ist die wichtigste kulturelle Einrichtung Mexikos.
Der Palast befindet sich im historischen Zentrum von Mexiko-Stadt. Das monumentale Gebäude gilt als das höchste und wichtigste Kulturhaus Mexikos, das sowohl dem Theater, dem Tanz, der Musik und Oper, den visuellen Künsten, der Literatur und der Architektur geweiht ist. Die UNESCO erklärte das Bauwerk deswegen 1987 zum Kunstmonument.

## Geschichte des Palastes
Am 1. Oktober 1904 wurde mit der Errichtung des Gebäudes begonnen. Ziel war, das zuvor mutwillig zerstörte Nationaltheater zu ersetzen, das als Relikt des Kolonialismus empfunden wurde. Der italienische Architekt Adamo Boari wurde mit dem Projekt des Palacio de Bellas Artes beauftragt und sollte es innerhalb von vier Jahren fertigstellen. Diese Frist konnte aber aufgrund einiger Probleme nicht eingehalten werden. Die sumpfige Erde Mexikos verursachte Bauwerkssetzungen, hinzu kamen finanzielle Engpässe und schließlich ging Boari aufgrund der Mexikanischen Revolution zurück nach Italien. Mithilfe der über 4000 Dokumente, die der Baumeister in Mexiko hinterließ, wurde der Bau in den folgenden Jahren immer wieder aufgenommen, konnte aber nicht fertiggestellt werden.
Während einer stabileren sozialen und wirtschaftlichen Lage, wurde der Bau 1931 unter der Führung des Architekten Federico Ernesto Mariscal Piña wieder aufgenommen und im März 1934 erfolgte die Fertigstellung. Am 29. September 1934 fand die offizielle Einweihung durch den damaligen Präsidenten Abelardo L. Rodríguez statt.
Als im Jahr 1946 das Instituto Nacional de Bellas Artes y Literatura gegründet wurde, wurde der Palacio de Bellas Artes als ständiger Sitz der Institution gewählt. Erst 1994 wurde die Vollendung des von Boari geplanten Plaza de Bellas Artes („Platz der Schönen Künste“) vor dem Palast veranlasst. In diesem Zusammenhang wurde eine Tiefgarage unter dem Platz gebaut.

## Baustil und Einrichtung
Boari vereinigte in seinen Plänen verschiedene Stilrichtungen seiner Zeit, wobei der Belle-Époque-Stil sowie neoklassizistische und prähispanische Motive dominieren.
Die Fassade des Palastes wurde aus weißem, und im Inneren des Gebäudes mit verschiedenfarbigem Marmor gearbeitet. Aus diesem Grund hat das Gebäude ein so immenses Gewicht, so dass der Palast mittlerweile mehrere Meter tiefer als die umliegenden Straßen steht.
Die Werke verschiedener bekannter Muralisten, darunter auch Wandmalereien José Clemente Orozcos, Diego Riveras und David Alfaro Siqueiross, verzieren die Palastwände. Zudem befinden sich im Palast Skulpturen von André Allar, die den sieben Musen geweiht sind. Zehn verzierte Eisentore des Gebäudes wurden bei dem Italiener Alessandro Mazzucotelli in Auftrag gegeben. Die bronzene Skulpturengruppe, die die Spitze der Hauptkuppel schmückt, fertigte der Ungar Géza Maróti an, während das Design der eigentlichen Kuppeln Roberto Álvarez Espinoza im Art-déco-Stil übernahm.
Der Palast beherbergt diverse Bühnen und Säle für die Inszenierung und Ausstellung von Kunstwerken. Nennenswert scheint der „Große Schauspielsaal“, der über 1.900 Zuschauern Platz bietet und eine 24 Meter lange Bühne mit einem 22 Tonnen schweren Kristallvorhang sein Eigen nennt.
Sowohl das nationale Sinfonieorchester, als auch die Nationale Theatergesellschaft, die Nationale Operngesellschaft und die Nationale Tanzkompanie präsentieren im Palacio ihre Darbietungen.

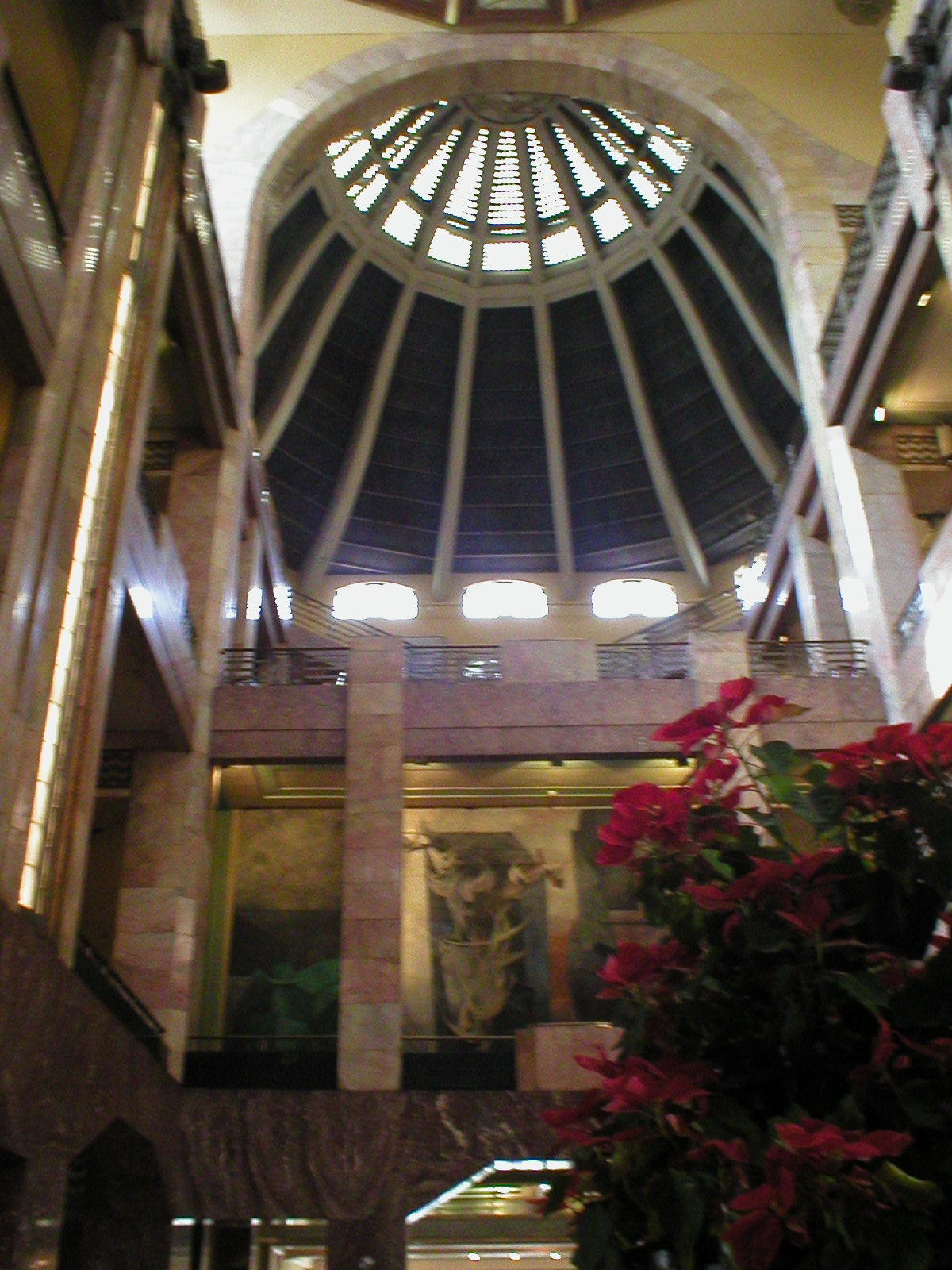
Innenansicht
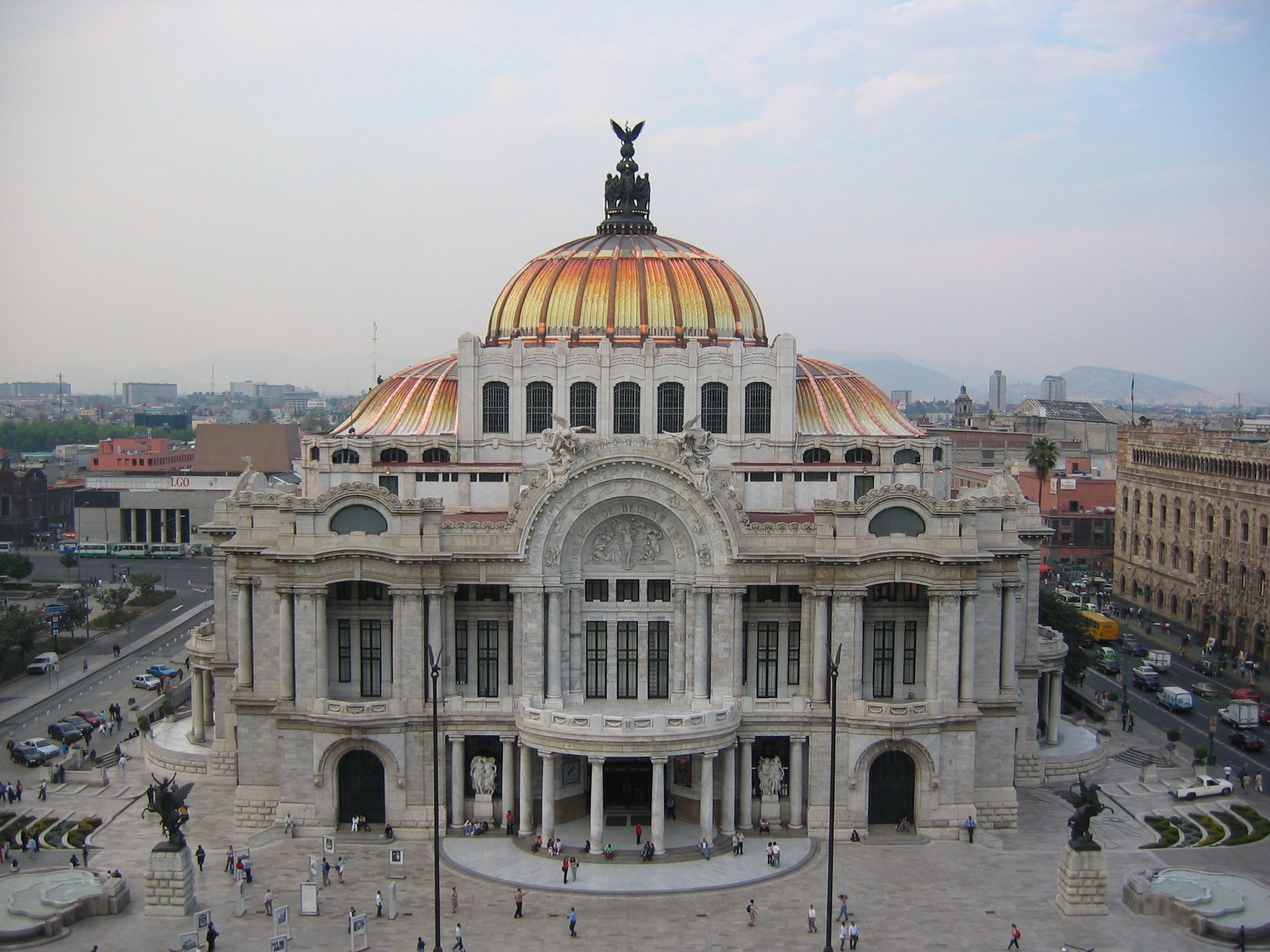
Frontansicht mit Haupteingang
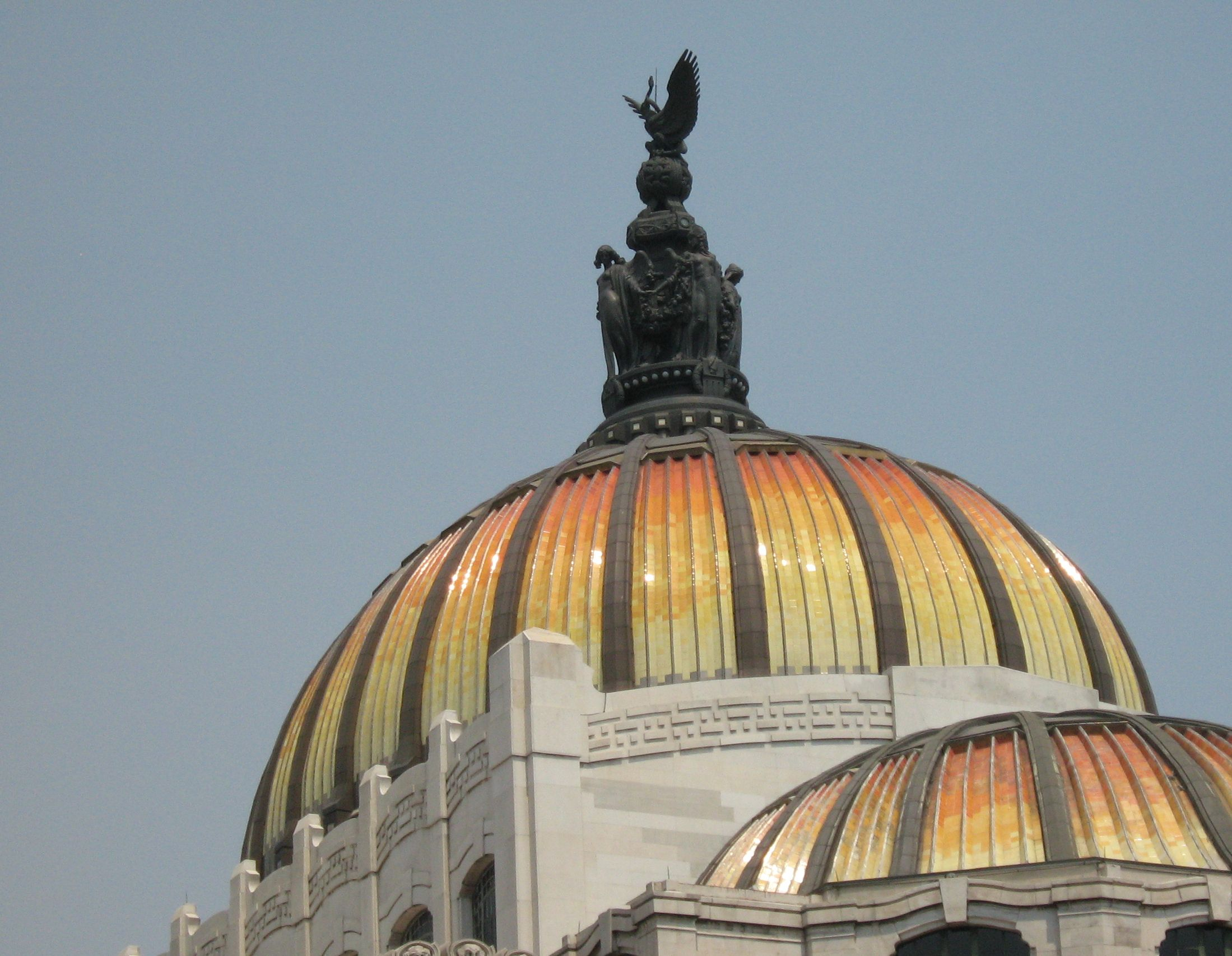
Kuppel
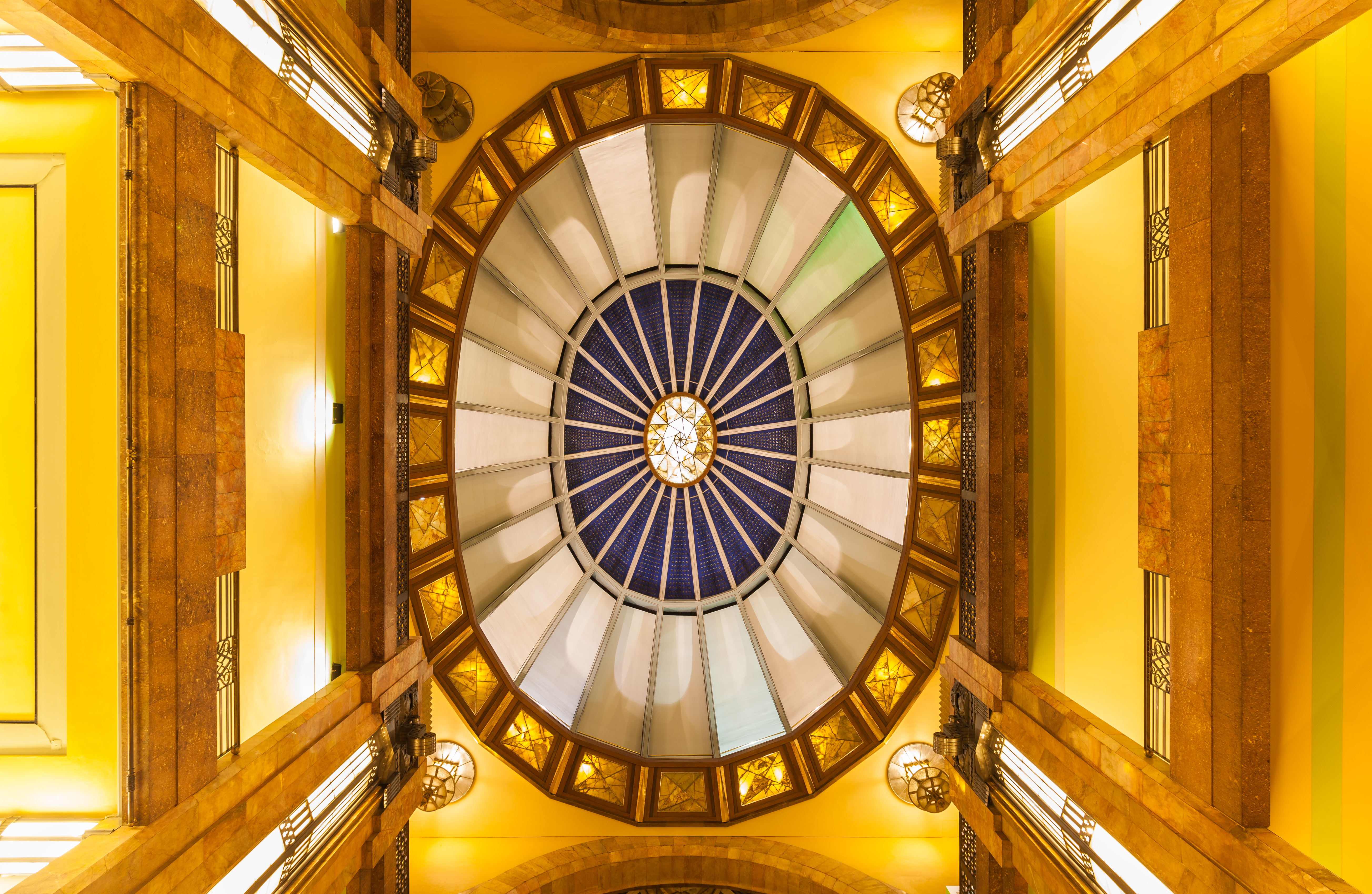
Kuppel von innen

## Museen und Säle
Museen
- Museum des Palastes der Schönen Künste (Museo del Palacio de Bellas Artes)
- Nationales Architekturmuseum (Museo Nacional de Arquitectura)

Säle
- Sala de Espectáculos
- Sala „Manuel M. Ponce“
- Sala „Adamo Boari“
- zahlreiche andere Ausstellungs- und Darbietungssäle

## Bekannte Künstler
Folgende namhafte Künstler sind u. a. im Palacio de Bellas Artes aufgetreten:
- Maria Callas
- Zubin Mehta
- Luciano Pavarotti
- Plácido Domingo
- Joaquín Cortés
- Rudolf Nureyew
- Giulietta Simionato
- Giuseppe Di Stefano
- Cesare Siepi
- Mario del Monaco